# ГЕС Quitaracsa
ГЕС Quitaracsa – гідроелектростанція в Перу. Використовує ресурс із річки Quitaracsa, правої притоки Санти (дренує західний схил Анд та впадає до Тихого океану на північ від міста Чимботе).
В межах проекту річку перекрили водозабірною греблею довжиною 40 метрів. Захоплений нею ресурс спершу потрапляє у дві камери для підготовки води розмірами 90х9,3х15 метрів, осад з яких скидається назад у річку по каналу довжиною 0,18 км. Для стабілізації постачання в системі також наявний регулюючий резервуар об'ємом 450 тис м3, споруджений на лівому березі за допомогою кільцевої земляної дамби із геомембраною. Окрім води з Quitaracsa також отримують додатковий ресурс із потоку Сан-Матео (права притока, що впадає до Quitaracsa за пару сотень метрів нижче від греблі), від водозабору на якому прямує короткий – 0,12 км – водовід діаметром 0,9 метра.
Через шахту глибиною 42 метри вода потрапляє до прокладеного через лівобережний гірський масив дериваційного тунелю довжиною 6 км з перетином 4х4 метра. У підсумку ресурс надходить до підземного машинного залу, в якому встановлено дві турбіни типу Пелтон потужністю по 57,1 МВт (загальна номінальна потужність станції 112 МВт), які використовують чистий напір у 855 метрів.
Відпрацьована вода по відвідному тунелю довжиною 0,6 км з перетином 3,6х7,5 метра повертається до  Quitaracsa незадовго до її впадіння у Санту (на ділянці між греблею та машинним залом ГЕС Каньйон-дель-Пато).
Видача продукції відбувається по ЛЕП, розрахованій на роботу під напругою 220 кВ.
Проект, введений у експлуатацію в 2015 році, реалізувала Suez Energy International через свою дочірню компанію EnerSur.